# Pierwszy rząd Artursa Krišjānisa Kariņša
Pierwszy rząd Artursa Krišjānisa Kariņša (łot. Kariņa 1. Ministru kabinets) – centroprawicowy gabinet koalicyjny rządzący Łotwą od 23 stycznia 2019 do 14 grudnia 2022.

## Historia
W wyborach parlamentarnych z 6 października 2018 mandaty w Sejmie uzyskało siedem ugrupowań, co doprowadziło do długotrwałych rozmów koalicyjnych. 7 stycznia 2019, po uprzednich nieudanych próbach stworzenia parlamentarnej większości (podejmowali je Jānis Bordāns i Aldis Gobzems), prezydent Raimonds Vējonis desygnował na premiera Artursa Krišjānisa Kariņša z Jedności (V), najmniej licznego ugrupowania w parlamencie. Do porozumienia dołączyły także cztery inne ugrupowania: narodowcy (NA), liberalna koalicja Dla Rozwoju/Za! (AP), centroprawicowa Nowa Partia Konserwatywna (JKP) i antysystemowa formacja Do Kogo Należy Państwo (KPV LV).
23 stycznia 2019 Arturs Krišjānis Kariņš wraz z całym jego gabinetem został przez Sejm zatwierdzony na stanowisku premiera; „za” zagłosowało 61 na 100 deputowanych – wszyscy posłowie czterech koalicyjnych ugrupowań oraz większość przedstawicieli KPV LV. Tego samego dnia jego wielopartyjny rząd rozpoczął urzędowanie, zastępując gabinet Mārisa Kučinskisa.
W czerwcu 2021 z koalicji została usunięta KPV LV, z której od czasu wyborów odeszła większość posłów. Pozostałe cztery formacje odnowiły porozumienie koalicyjne.
14 grudnia 2022, po kolejnych wyborach parlamentarnych, został zastąpiony przez drugi gabinet dotychczasowego premiera.

## Skład gabinetu
| Funkcja                                            | Zdjęcie | Minister                                              | Partia |
| -------------------------------------------------- | ------- | ----------------------------------------------------- | ------ |
| Premier                                            |         | Arturs Krišjānis Kariņš                               | JV     |
| Wicepremier, minister obrony                       |         | Artis Pabriks                                         | AP!    |
| Wicepremier, minister sprawiedliwości              |         | Jānis Bordāns                                         | JKP    |
| Minister spraw zagranicznych                       |         | Edgars Rinkēvičs                                      | JV     |
| Minister gospodarki                                |         | Ralfs Nemiro (do 16 marca 2020)                       | KPV LV |
| Minister gospodarki                                |         | Jānis Vitenbergs (od 2 kwietnia 2020 do 14 maja 2021) | KPV LV |
| Minister gospodarki                                |         | Jānis Vitenbergs (od 3 czerwca 2021 do 18 maja 2022)  | NA     |
| Minister gospodarki                                |         | Ilze Indriksone (od 26 maja 2022)                     | NA     |
| Minister finansów                                  |         | Jānis Reirs                                           | JV     |
| Minister spraw wewnętrznych                        |         | Sandis Ģirģens (do 3 czerwca 2021)                    | KPV LV |
| Minister spraw wewnętrznych                        |         | Marija Golubeva (od 3 czerwca 2021 do 16 maja 2022)   | AP!    |
| Minister spraw wewnętrznych                        |         | Kristaps Eklons (od 26 maja 2022)                     | AP!    |
| Minister oświaty i nauki                           |         | Ilga Šuplinska (do 3 czerwca 2021)                    | JKP    |
| Minister oświaty i nauki                           |         | Anita Muižniece (od 3 czerwca 2021)                   | JKP    |
| Minister kultury                                   |         | Dace Melbārde (do 18 czerwca 2019)                    | NA     |
| Minister kultury                                   |         | Nauris Puntulis (od 8 lipca 2019)                     | NA     |
| Minister zabezpieczenia społecznego                |         | Ramona Petraviča (do 3 czerwca 2021)                  | KPV LV |
| Minister zabezpieczenia społecznego                |         | Gatis Eglītis (od 3 czerwca 2021)                     | JKP    |
| Minister transportu                                |         | Tālis Linkaits                                        | JKP    |
| Minister zdrowia                                   |         | Ilze Viņķele (do 7 stycznia 2021)                     | AP!    |
| Minister zdrowia                                   |         | Daniels Pavļuts (od 7 stycznia 2021)                  | AP!    |
| Minister ochrony środowiska i rozwoju regionalnego |         | Juris Pūce (do 12 listopada 2020)                     | AP!    |
| Minister ochrony środowiska i rozwoju regionalnego |         | Artūrs Toms Plešs (od 17 grudnia 2020)                | AP!    |
| Minister rolnictwa                                 |         | Kaspars Gerhards                                      | NA     |